# Race Performance Motorsport
 (mai 2020).
Si vous disposez d'ouvrages ou d'articles de référence ou si vous connaissez des sites web de qualité traitant du thème abordé ici, merci de compléter l'article en donnant les références utiles à sa vérifiabilité et en les liant à la section « Notes et références ».
Race Performance Motorsport est une écurie italienne de sport automobile fondée en 1998 sous le nom de RP Motorsport. Elle est rachetée en 2022 par l'ancien pilote irlandais Keith Donegan.

## Résultats en Formule Régionale
| Saison | Écurie                      | Châssis | Moteur     | Pilotes                                                                                           | Courses disputées | Victoires | Pole positions | Podiums | Records du tour | Points inscrits | Classement |
| ------ | --------------------------- | ------- | ---------- | ------------------------------------------------------------------------------------------------- | ----------------- | --------- | -------------- | ------- | --------------- | --------------- | ---------- |
| 2019   | DR Formula by RP Motorsport | Tatuus  | Alfa Romeo | Igor Fraga Raúl Guzmán                                                                            | 24                | 4         | 4              | 13      | 3               | 480             | 2e         |
| 2020   | DR Formula by RP Motorsport | Tatuus  | Alfa Romeo | Emidio Pesce Ian Rodríguez                                                                        | 22                | 1         | 0              | 2       | 0               | 95              | 4e         |
| 2021   | DR Formula                  | Tatuus  | Alpine     | Emidio Pesce Brad Benavides                                                                       | 20                | 0         | 0              | 0       | 0               | 0               | 12e        |
| 2022   | Race Performance Motorsport | Tatuus  | Alpine     | Pietro Delli Guanti Keith Donegan Owen Tangavelou Andrea Rosso Pierre-Louis Chovet Santiago Ramos | 20                | 0         | 0              | 0       | 0               | 16              | 9e         |
| 2023   | Race Performance Motorsport | Tatuus  | Alpine     | Adam Fitzgerald Santiago Ramos Macéo Capietto Noah Strømsted                                      | 20                | 0         | 0              | 2       | 1               | 144             | 4e         |
| 2024   | Race Performance Motorsport | Tatuus  | Alpine     | Edgar Pierre Noah Strømsted Giovanni Maschio                                                      | 20                | 0         | 0              | 4       | 3               | 122             | 6e         |
| 2025   | Race Performance Motorsport | Tatuus  | Alpine     | Enzo Peugeot Giovanni Maschio Enzo Yeh                                                            |                   |           |                |         |                 |                 | e          |

## Résultats en Formule V8 3.5
| Saison | Écurie        | Châssis | Moteur | Pilotes                                                                                  | Courses disputées | Victoires | Pole positions | Podiums | Records du tour | Points inscrits | Classement |
| ------ | ------------- | ------- | ------ | ---------------------------------------------------------------------------------------- | ----------------- | --------- | -------------- | ------- | --------------- | --------------- | ---------- |
| 2016   | RP Motorsport | Dallara | Zytek  | Johnny Cecotto Jr. Artur Janosz Marco Bonanomi William Buller Jack Aitken Vitor Baptista | 18                | 1         | 0              | 1       | 0               | 120             | 7e         |
| 2017   | RP Motorsport | Dallara | Zytek  | Roy Nissany Yu Kanamaru Damiano Fioravanti Tatiana Calderón                              | 18                | 1         | 0              | 8       | 3               | 313             | 3e         |

## Résultats en Euroformula Open
| Saison | Châssis | Moteur            | Pilotes | GP disputés | Victoires | Poles Positions | Podiums | Records du tour | Points inscrits | Classement |
| ------ | ------- | ----------------- | --- | ----------- | --------- | --------------- | ------- | --------------- | --------------- | ---------- |
| 2014   | Dallara | Toyota            | Sandy Stuvik Artur Janosz Andrés Saravia Dzhon Simonyan Saud Al Faisal Costantino Peroni                                                                            | 16          | 13        | 13              | 23      | 10              | 152             | Champion   |
| 2015   | Dallara | Toyota            | Andrés Saravia Vitor Baptista Antoni Ptak Jr. Damiano Fioravanti Igor Waliłko Dzhon Simonyan Kantadhee Kusiri                                                       | 16          | 7         | 5               | 15      | 9               | 121             | Champion   |
| 2016   | Dallara | Toyota            | Antoni Ptak Jr. Kantadhee Kusiri Damiano Fioravanti Jack Aitken Enaam Ahmed Tatiana Calderón Tanart Sathienthirakul                                                 | 16          | 3         | 3               | 11      | 2               | 95              | 3e         |
| 2017   | Dallara | Toyota            | Jannes Fittje Lodovico Laurini Harrison Scott Felipe Drugovich Alex Karkosik                                                                                        | 16          | 13        | 12              | 19      | 10              | 134             | Champion   |
| 2018   | Dallara | Toyota            | Alex Karkosik Léonard Hoogenboom Kaylen Frederick David Schumacher Michaël Benyahia Leonardo Lorandi Christian Hahn Felipe Drugovich Aldo Festante Guilherme Samaia | 16          | 14        | 9               | 17      | 11              | 180             | Champion   |
| 2019   | Dallara | Toyota Volkswagen | Javier González Artem Petrov Pierre-Louis Chovet Kyle Kirkwood Lorenzo Ferrari                                                                                      | 8           | 0         | 0               | 0       | 0               | 0               | 7e         |